# Bembecia lamai
Bembecia lamai is een vlinder uit de familie wespvlinders (Sesiidae), onderfamilie Sesiinae.
Bembecia lamai is voor het eerst wetenschappelijk beschreven door Kallies in 1996. De soort komt voor in het Palearctisch gebied.